# Aéroport d’Ottawa-Rockcliffe
L'aéroport d’Ottawa-Rockcliffe est un aéroport situé en Ontario, au Canada, à proximité du centre-ville d'Ottawa.
Il abrite le Musée de l'aviation du Canada.
La gestion de la plateforme aéroportuaire est confiée à une organisation sans but lucratif, l'aéroclub Rockcliffe d’Ottawa, dont les recettes proviennent essentiellement d'une école de pilotage. 